# Les Courtillières
Les Courtillières ou parc des Courtillières sont un ensemble de plusieurs immeubles d'habitation situé à Pantin (Seine-Saint-Denis), en France.
Il est réuni avec le Pont-de-Pierre pour former un quartier prioritaire rassemblant presque 10 000 habitants.

## Histoire

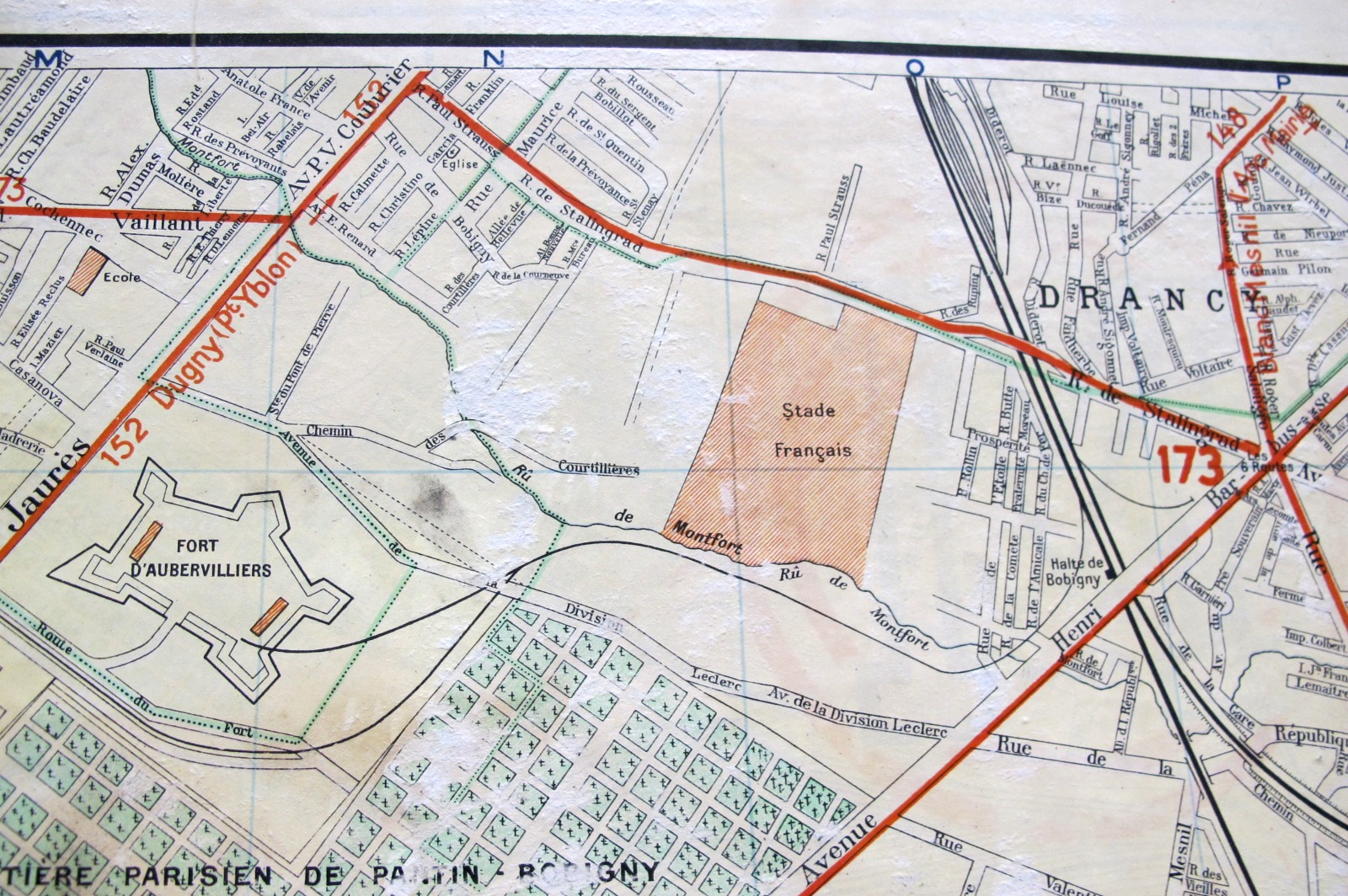
Dans les années 1950, fort d'Aubervilliers, cimetière parisien de Pantin, chemin des Courtillières et Stade Français, aujourd'hui parc interdépartemental des sports.

Conçu par l'architecte Émile Aillaud à partir de 1954, le parc des Courtillières est un des premiers grands ensembles d'habitation construits en région parisienne. Le serpent en béton de plus d'un kilomètre de long compte 655 logements et entoure un parc de 4 ha.
Le quartier est doté de plusieurs établissements scolaires et équipements publics (crèches, écoles, collège, bibliothèque, maison de quartier, centre de soins), conçus et construits par Émile Aillaud en même temps que les immeubles d’habitation.
Situé avenue de la Division-Leclerc, à l’extrême ouest de Bobigny ce lieu-dit, dénommé les Courtillières, correspond en partie à la zone de servitude militaire du fort d'Aubervilliers, devant assurer la défense de Paris. Déclassés en 1927, puis définis « zone non affectée » en 1939, dans le Plan d'aménagement de la Région parisienne (PARP), ces terrains constituent des réserves foncières importantes. Jouxtant plusieurs communes, cet espace qui longe la nationale 2 est couvert de terres agricoles et de jardins ouvriers.
À la suite de l'appel de l'Abbé Pierre du 1er février 1954 et la mobilisation de l'opinion qui le suit, le gouvernement prend des mesures d'urgence pour endiguer la crise du logement. C'est à ce titre que le ministère projette au printemps 1954 de construire aux Courtillières plus de 1 500 logements sur les 57 ha libres.

## L’œuvre architecturale
Émile Aillaud est nommé architecte du plan masse au début de l'année 1954, par le ministère de la Reconstruction et du Logement (MRL), dirigé par Pierre Dalloz. Émile Aillaud dessine une cité-parc : un immeuble sinueux de plus d'un kilomètre de long qui enclot comme un rempart un parc d’un seul tenant, d'environ 4 ha planté de 1 500 arbres avec des pelouses de jeux, des pistes de patinage. La construction de ces bâtiments va être réalisée grâce à un procédé de préfabrication dénommé Camus du nom de son créateur :  la mise en œuvre des façades se fait avec des panneaux de béton préalablement préparés et équipés en usine. Le serpent de béton est constitué de trois tronçons ouverts sur le parc et sur l’extérieur, 9 tours en étoiles de 13 étages et 2 bâtiments bas en bandes décrochées complètent l'ensemble en 1957 sur un terrain libéré auprès du fort d’Aubervilliers, Aillaud ajoute 7 tours en étoiles et 4 bâtiments bas.
Pour répondre aux besoins en équipements créé par le nouveau quartier des Courtillères, Émile Aillaud se voit confier la construction d’une crèche, une halte-garderie et un centre de protection maternelle et infantile. Ce bâtiment décrit par l'architecte comme une « sculpture de jardin, coquillage versicolore et complexe » prend place au cœur du serpentin, en plein parc. Des voûtes rythment tout l'édifice, sur ces voûtes « une étanchéité en polyester armé de fibres de verre permettra d’obtenir une surface brillante et colorée comme une coquille. Tout le bâtiment est d’ailleurs laqué et colorié comme un jouet. ». 
Cette attention portée aux couleurs se retrouve pour l’ensemble des réalisations des Courtillières ; les tours sont revêtues de grès cérame bleu, blanc et ocre, l'immeuble sinueux est bleu ciel à l'extérieur et rose à l'intérieur du parc, une des écoles est jaune vif.
Fabio Rieti crée des vitraux pour les entrées ainsi que pour les grandes baies des dortoirs.

## Les rénovations

### Réhabilitation
Selon l'exigence des normes de confort thermique, ces immeubles changent d'aspect : ils font l’objet d'une isolation par l'extérieur avec un recouvrement de mosaïques.

### Le projet actuel
Œuvre reconnue comme faisant partie du patrimoine architectural du XXe siècle, les Courtillières ont subi les affres du temps. Aujourd'hui le quartier des Courtillières fait l'objet d'une procédure de l'ANRU (Agence nationale pour la rénovation urbaine) et la question du devenir de cette œuvre architecturale emblématique et remarquée dès sa réalisation se pose. Un concours a été organisé pour la réhabilitation des logements et du parc. Le choix a été récemment fait de revêtir la façade de pâte de verre, comme à son origine (composition colorée et abstraite), et de procéder à la résidentialisation du pied du Serpentin.